# TRIAD COMPLETE BOX
『TRIAD COMPLETE BOX』（トライアド・コンプリート・ボックス）は、THE YELLOW MONKEYの非公認ボックス・セット。1997年12月10日、日本コロムビアよりリリース。

## 解説
- TRIAD在籍時の全音源を網羅したBOXセット。1st - 5thアルバムに加え、カップリング曲やバージョン違いの曲、ベストにしか収録されなかった曲を集めたコンピレーション盤を加えた全6枚組。すべての音源がリマスタリングされている。
- 完全生産限定盤。当初は3万枚限定生産の予定だったが、予想外の売れ行きにより追加生産された。
- なお、本作はメンバー非公認の作品であるため、ディスコグラフィーに記載されていない。また所属事務所BOWINMAN MUSICのロゴもついていない。

## 収録内容

### Disc 1
「THE NIGHT SNAILS AND PLASTIC BOOGIE」を参照。

### Disc 2
「EXPERIENCE MOVIE」を参照。

### Disc 3
「jaguar hard pain」を参照。

### Disc 4
「smile」を参照。

### Disc 5
「FOUR SEASONS」を参照。

### Disc 6
COMPILATION
1. SUCK OF LIFE (Original Version) (5:15)
2. LOVERS ON BACKSTREET (5:24)
3. 夜明けのスキャット (5:50)
4. 追憶のマーメイド (Single Version) (3:56)
5. アバンギャルドで行こうよ (Live Version) (4:24) 元々おそそブギウギを収録しようとしたが、本人の許可を得ずにカバーしていたのでアバンギャルドで行こうよになった。[1]
6. WEDDING DRESS (5:09)
7. JAM (5:18)
8. SPARK (4:11)
9. MOONLIGHT DRIVE (4:31)
10. HONALOOCHIE BOOGIE (4:54)
11. Romantist Taste (Backing Track) (5:05)
12. アバンギャルドで行こうよ (オリジナル・カラオケ Long Fade) (4:58)
タイトルにあるように、アウトロのフェードアウトが長くなっている。
13. 悲しきASIAN BOY (オリジナル・カラオケ) (4:35)
14. MOONLIGHT DRIVE (オリジナル・カラオケ) (4:31)